# ان‌جی‌سی ۴۴۸
ان‌جی‌سی ۴۴۸ (انگلیسی: NGC 448) نام یک کهکشان عدسی در صورت فلکی نهنگ است.